# 沙皇钟
沙皇鐘（俄语：Царь–колокол）是位于俄罗斯首都莫斯科克林姆林宫前展示的一个巨大的鐘。在俄罗斯语中是“鐘王”的意思。沙皇鐘是世界最大的鐘，於1735年11月25日鑄造完成。重量达216吨，高6.14米，直径6.6米。1737年，沙皇鐘遭遇大火，在灭火过程中因消防水直接浇到鐘上，导致鐘体开裂使其一部分被破坏，从此无法再发出声音。